# Tecovasuchus
Tecovasuchus é um género extinto de aetossauro. É conhecido principalmente pelas osteodermas encontrados na Formação Tecovas, no Texas, do Triássico, que remonta ao período Carniano superior. Também é conhecido a partir de várias outras localidades do Grupo Chinle do Novo México e Arizona. Espécimes de Tecovasuchus foram coletados da Formação Tecovas, a Formação Bluewater Creek, e o Membro Los Esteros da Formação Santa Rosa.
Tecovasuchus foi reconhecida como um novo taxon em 1995. Somente foi chamado assim após a descrição da Espécie-tipo, Tecovasuchus chatterjeei, em 2006. Antes de sua descrição, pensava-se que as amostras de Tecovasuchus pertenciam ao Paratypothorax ou a algum aetossauro parecido. Várias características das osteodermas distinguem o Tecovasuchus de outros géneros de aetossauros, incluindo as osteodermas paramediana dorsal fortemente espessada e com bordas chanfradas e ornamentação composta por profundos sulcos e radiante, bem como a língua em forma de placa e dorsal flanges ventrolateral.
Tecovasuchus é um taxon índice e a presença de material pertencente ao género ajuda a correlacionar diferentes localidades do Triássico em todo o sudoeste dos Estados Unidos.